# Brenno Galli
Brenno Galli (* 26. September 1910 in Lugano; † 20. August 1978 ebenda; heimatberechtigt in Bioggio) war ein Schweizer Politiker, Offizier, Oberstbrigadier und Kommandant der Grenzbrigade 9 der Schweizer Armee.

## Leben
Brenno Galli studierte 1928 nach der Maturität in Lugano Recht an den Universitäten München und Bern. Er eröffnete 1935 ein eigenes Anwalts- und Notariatsbüro in Lugano. Von 1936 bis 1946 war er Gemeinderat (Legislative) in Lugano, 1942–1946 Tessiner Grossrat, 1946–1959 Staatsrat (Finanzdepartement, Erziehungsdepartement) und 1959–1971  Nationalrat. Seit 1947 war er Mitglied und von 1957 bis zum Tod Präsident des Bankrats der Schweizerischen Nationalbank. Ab 1947 war er Mitglied und ab 1974 Vizepräsident des Verwaltungsrats der Swissair. Er war ein führender Exponent des demokratischen Flügels des Tessiner Freisinns und einer der Initianten der 1946 erfolgten Wiedervereinigung der Tessiner Freisinnig-Demokratischen Partei.
Seine militärische Karriere begann 1930, 1939 war er Kompaniekommandant. Von 1939 bis 1942 war er Kommandant der Gebirgsschützenkompanie II/9 und der Grenzkompanie II/98. 1943 wurde er Stabsoffizier. Von 1948 bis 1952 leitete er als Major das Gebirgsschützenbataillon und das Grenzbataillon 297. 1957 bis 1960 war er Oberst und Kommandant des Infanterieregiments 63. 1960 wurde er Oberstbrigadier und übernahm bis 1963 das Kommando der Grenzbrigade 9.

## Schriften
- Le scuole obbligatorie di avviamento professionale. In: Archiv für das schweizerische Unterrichtswesen. Band 37. Verlag Huber, Frauenfeld 1951/1952.
- L’istruzione degli ufficiali. In: Rivista militare della Svizzera italiana. 34. Jg., Nr. 5, September/Oktober 1962, S. 177–179 (archiviert in E-Periodica der ETH Zürich).